# Ray (singel)
Ray – pierwszy singel z albumu Kingwood grupy Millencolin. Singel wydany został około miesiąc przed wydaniem albumu.

## Lista utworów
1. "Ray"
2. "Phony Tony"
3. "Bullion (live)"